# The Scenery of Farewell
The Scenery of Farewell è il secondo EP pubblicato dalla band Two Gallants ed il primo assieme alla Saddle Creek Records.
L'EP è frutto de lavoro di inizio 2007 della duo band che, impegnata a scrivere le canzoni per il nuovo disco, si ritrovò con troppe tracce in mano che avrebbero reso l'album eccessivamente pesante. I due decisero quindi di registrare 5 canzoni del nuovo materiale e di pubblicarle all'interno di un EP.
L'album riflette un lato dei due musicisti molto più calmo e riflessivo. Le canzoni trattano argomenti quali la solitudine, l'alienazione e il dolore per la fine di struggenti relazioni a distanza.
Le tracce, in pieno stile alt-country rock, passano da ballate acustiche agitate da un impeto country a rallentate in midtempo d'un indolente psych rock.

## Tracce
1. "Seems Like Home to Me" – 3:47
2. "Lady" – 5:42
3. "Up the Country" – 6:07
4. "All Your Faithless Loyalties" – 5:12
5. "Linger On" – 7:57

## Formazione
Gruppo
- Adam Stehens - voce, chitarra, armonica a bocca
- Tyson Vogel - cori, batteria

Altri musicisti
- Jackie Perez Gratz - violoncello
- Chico Tunney - contrabbasso
- Anton Patzner - violino
- Adam Fontaine - voce, chitarra, pianoforte, armonica
- Hyde Edneud - percussioni

Produzione
- John Greenham - mastering
- Dan Kasin - Management
- Alex Newport - produzione, registrazione, missaggio